# 杭州市惠兴中学
杭州市惠兴中学，是杭州市杭州市建兰中学教育集团旗下的一所公办初中，前身为满族女性惠兴创办于1904年的贞文女学校。

## 历史
清末旗人女性惠兴因为身为旗人，无法入学排满氛围浓厚的杭州女学校，于是在旗下营内设立了贞文女学校。惠兴在创办之初就有不成功则成仁的决心，在演说中剜肉以示决心，然而旗人却冷落排斥，贞文女学校在这种氛围下于次年年末停学，惠兴为此自杀。惠兴的死在北京引起哀悼，众人为她的学校复学筹款，贞文女学校也在第二年以惠兴女学堂的名字复学。
民国建立后，惠兴女学堂改名惠兴女学校，是一所小学。民国九年（1920年），惠兴小学增设4年制中学。民国十二年（1923年），因学制变更，中学改制为初中，正式定名私立女子惠兴中学，仍办理小学。民国二十六年（1937年）因日军占领杭州，学校迁移至浦江县，次年因日均袭扰停学。抗战胜利后，迁回原址复学，办理中学教育。民国三十六年（1947年），学校开设高中部，学制包括初高中6年。褚寿康自民国六年（1917年）以来25年都是惠兴的校长，并且参加了温州旅杭同乡会创办杭州市私立东瓯中学的发起活动。
经历1940年代社会巨变，私立惠兴女子中学在1949年10月仍保有学生503人、教职员55人，当时的政府会采取了“加强领导，扶助维持，积极改进，逐步改造”的策略，没有对私立院校直接接管。1952年，教会所属的私立弘道女子中学高中部并入惠兴中学。1954年，私立惠兴女子中学高中部并入杭州第二中学和杭州女子中学，初中部改为男女合校的私立惠兴初级中学。1956年三大改造中，杭州市内私立学校全部改为公立，私立惠兴初级中学与私立东瓯初级中学合并为杭州市第十一中学，校址在惠兴路11号。
2000年杭州第十一中学初中部在惠兴路原址独立建制，成为了杭州市惠兴中学。2017年，惠兴中学加入了杭州市建兰中学教育集团，两校成立成立了集群发展联盟，在师资、管理、教研等方面实现共享互通。